# Helena Chwila
Helena Chwila (ur. 1963) – polska łyżwiarka figurowa, startująca w konkurencji solistek. Uczestniczka zawodów międzynarodowych, w tym Mistrzostw Europy, 4-krotna mistrzyni Polski (1979-81, 1984). Po zakończeniu kariery zawodniczej, zaczęła trenować młodych łyżwiarzy w Katowicach.

## Osiągnięcia
| Zawody             | 77–78          | 78–79          | 79–80          | 80–81          | 83–84          |                |                |                |                |                |                |                |                |                |                |                |                |
| Międzynarodowe     | Międzynarodowe | Międzynarodowe | Międzynarodowe | Międzynarodowe | Międzynarodowe | Międzynarodowe | Międzynarodowe | Międzynarodowe | Międzynarodowe | Międzynarodowe | Międzynarodowe | Międzynarodowe | Międzynarodowe | Międzynarodowe | Międzynarodowe | Międzynarodowe | Międzynarodowe |
| ------------------ | -------------- | -------------- | -------------- | -------------- | -------------- | -------------- | -------------- | -------------- | -------------- | -------------- | -------------- | -------------- | -------------- | -------------- | -------------- | -------------- | -------------- |
| Mistrzostwa Europy | 21             | 26             |                |                |                |                |                |                |                |                |                |                |                |                |                |                |                |
| Prague Skate       |                | 6              |                |                |                |                |                |                |                |                |                |                |                |                |                |                |                |
| Krajowe            |                |                |                |                |                |                |                |                |                |                |                |                |                |                |                |                |                |
| Mistrzostwa Polski |                | 1              | 1              | 1              | 1              |                |                |                |                |                |                |                |                |                |                |                |                |